# Oarisma
Oarisma là một chi bướm ngày thuộc họ Bướm nâu.